# Жигурская волость
Жигурская волость — одна из 19 волостей Балвского края. Крупнейшим населённым пунктом и волостным центром является село Жигури. На севере и северо-востоке волость граничит с Качановской и Родовской волостями Палкинского района, на востоке — с Линовской волостью Пыталовского района Псковской области России.
До 2021 года была в составе Вилякского края. В результате новой административно-территориальной реформы Вилякский край был упразднён, а Жигурская волость была включена в Балвский край.
По территории волости проходит автодорога V455 Виляка — Жигури — Лиепна.

## Население
По данным переписи населения Латвии 2011 года, из 717 жителей Жигурской волости латыши составили  74,48 % (534 чел.), русские —  23,85 % (171 чел.). На начало 2015 года население волости составляло 653 постоянных жителя.